# Maoluo
Il fiume Maoluo (caratteri cinesi: 貓羅溪) è un fiume di Taiwan, che scorre per 32 km nelle contee di Nantou, Changhua e Taichung.